# Antony Fisher
Ne doit pas être confondu avec Anthony Fisher.
Antony Fisher (28 juin 1915 - 8 juillet 1988) est le père de nombreux think tanks libertariens et l'un des acteurs de la montée en puissance de ces mouvements dans la seconde partie du XXe siècle. Il a ainsi fondé l'Institute of Economic Affairs et l'Atlas Economic Research Foundation.

## Biographie
Il passe par Eton et est déjà un critique virulent de l'étatisme. À sa sortie de la Royal Air Force en avril 1945, la lecture de La Route de la servitude de Friedrich Hayek l'incite à s'engager dans la promotion des idées libérales par la politique. Il part rencontrer Hayek à Londres mais celui-ci le dissuade de s'engager en politique et l'invite à lancer un think tank.

## Think tanks
En 1952, il lance son entreprise, Buxted Chickens, le premier élevage de poulet en batterie. Il la fait fructifier et en deviendra millionnaire. Il utilisera sa fortune pour mettre en place un réseau d'organismes promouvant le capitalisme de laissez-faire. En 1955, il crée avec Ralph Harris l'Institute of Economic Affairs à Londres puis en 1977 à New York l’International Center for Economic Policy Studies avec William Casey, avocat américain qui deviendra plus tard directeur de la CIA. Il perd sa fortune dans des placements aventureux mais continue à financer l'implantation de dizaine d'organismes de recherche d'inspiration libertarienne. Ainsi en 1971 est créé l'International Institute for Economic Research, un organisme de conseil et de financement. Cet organisme évoluera en Atlas Economic Research Foundation en 1980. En 1984, Fisher conseillait 18 organismes dans 11 pays. À sa mort, il aura permis l'installation d'une trentaine d'organismes de recherche dans le monde. Actuellement, l'Atlas Foundation finance ou conseille plus de 150 think tanks libertariens.
En 1977, il émigre aux États-Unis sur la côte ouest. Installé à San Francisco, il habite dans le même pâté de maisons que Milton Friedman. S'appuyant entre autres sur ses relations dans la Société du Mont-Pèlerin, il continue à développer le réseau d'organisations libertariennes comme le Pacific Institute for Public Policy en 1979.
Margaret Thatcher a loué l'action du premier think tank qu'il avait fondé, l'Institute of Economic Affairs ; il est anobli en 1988 par la reine Élisabeth II. Il meurt quatre semaines plus tard.
Parmi les organismes qui ont vu le jour grâce à l'action d'Antony Fisher figurent les suivants :
- Institut Fraser ;
- Adam Smith Institute ;
- Manhattan Institute ;
- Pacific Research Institute (en) ;
- National Center for Policy Analysis (en) ;
- Centre for Independent Studies (en).